# Зайдуллин, Ркаил Рафаилович
Ркаил Рафаилович Зайдуллин (тат. Ркаил Рафаил улы Зәйдуллин; род. 23 января 1962, Чичканы, Комсомольский район, Чувашская АССР, РСФСР, СССР) — татарский поэт, писатель, драматург, публицист, переводчик, журналист. Народный поэт Республики Татарстан (2019), заслуженный деятель искусств Республики Татарстан (2009). Лауреат Государственной премии Республики Татарстан имени Габдуллы Тукая (2010), премии комсомола Татарии имени Мусы Джалиля (1990). Председатель Союза писателей Республики Татарстан с 2021 года.

## Биография
Ркаил Рафаилович Зайдуллин родился 23 января 1962 года в деревне Чичканы Комсомольского района Чувашской АССР. Отец преподавал в сельской школе, мать была медработником. По национальности — татарин.
В возрасте 8 лет начал писать первые стихи, представлявшие собой подобие заклинаний-обращений к солнцу, ветру, природным стихиям. Посылал свои работы в Казань — в пионерские издания «Ялкын» и «Яшь ленинчы», но стихи не печатали на основании того, что они не соответствовали требованиям, предъявляемым редакцией, а это лишь стимулировало Ркаила ещё больше работать над собой. Много читал, в частности татарскую, русскую и зарубежную классику, среди поэтов особенно любил произведения Х. Туфана и С. Хакима. В 14 лет впервые приехал в Казань, где лично встретился с ними, получив одобрение на дальнейшую поэтическую работу. В последующем испытал влияние многих поэтов, в частности С. А. Есенина, Ш. Бодлера, Г. Аполлинера.
В 1969—1972 годах учился в начальной школе родной деревни, а в 1972—1979 годах — в средней школе соседней деревни Чурачики. В 1979 году поступил на отделение татарского языка и литературы историко-филологического факультета (филологического — с 1980 года) Казанского государственного университета имени В. И. Ульянова-Ленина, который окончил в 1984 году. Особенно любил занятия у М. Магдеева, преподававшего русскую-советскую литературу XX века на татарском языке. В годы учёбы ездил в фольклорные экспедиции, много писал и активно печатался, как староста участвовал в работе литературного объединения «Аллюки», где Магдеев был куратором.
В 1984—1985 годах работал учителем начальной военной подготовки, преподавал татарский язык и литературу в селе Старый Татарский Адам Аксубаевского района Татарской АССР. Вернувшись в Казань, в 1985—1987 годах был корреспондентом газеты «Яшь ленинчы», а в 1987—1989 годах — газеты «Татарстан яшьләре», которую писал ещё на последнем курсе университета. Некоторое время работал бригадиром строительной бригады совхоза «Бишна» Зеленодольского района ТАССР; также трудился разнорабочим, плотником, кровельщиком, каменщиком. В 1988 году стал членом Союза писателей Татарстана, а в 1990 году был принят в Союз писателей СССР. Был делегатом Всемирного конгресса писателей в Хельсинки (1998) от Татарского ПЕН-центра.
Стоял у истоков молодёжного литературно-художественного журнала «Идель», в 1989—2009 годах был его главным редактором. В 2009 году стал литературным консультантом Союза писателей Татарстана. В 2016 году участвовал в выборах председателя СП РТ, но победил Д. Салихов. В марте-июле 2017 года занимал пост главного редактора журнала «Гаилә һәм мәктәп». В том же году стал заведующим литературной частью Нижнекамского государственного татарского драматического театра имени Т. А. Миннуллина.

## Очерк творчества
Псевдоним — Ркаил Зайдулла. Первые стихи появились в республиканской печати ещё в школьные годы, в частности, в 1977 году в журнале «Ялкын». В дальнейшем стал известен как автор стихотворений, рассказов, публицистических статей, юмористических произведений, публиковавшихся в журналах «Казан утлары», «Идел», «Чаян». Студенческие годы стали для Зайдуллы временем активного плодотворного творечества. В 1984 году вышла его первая книга стихов «Кояшлы күзләр» («Солнечные глаза»), привлёкшая к себе значительное внимание литературной общественности. В дальнейшем выпустил поэтические сборники «Күрәзә» («Предвидение», 1988) и «Урыс кышык озату» («Проводы русской зимы», 1993), а также сборники рассказов и исторических повестей «Ил» («Страна», 2000) и «Татар таҗы» («Татарская корона», 2004). По отзывам литературоведов, его стихи отличаются гражданственностью, философской публицистичностью, яркой эмоциональностью и задумчивостью, тесной связью с историческим прошлым народа.
Творчество Зайдуллы представляет собой гражданскую лирику, его лирический герой — это поэт-гражданин, в чём автор наследует традициям Г. Тукая, М. Джалиля, Х. Такташа. Многие его стихотворения наполнены символами и метафорами, в частности, для отражения социально-политического подтекста. С первых стихотворений характерным художественным приёмом Зайдуллы становится экспрессивность интонации, с начала 1990-х годов его лирический герой высказывается открыто о своих надеждах и сожалениях, доводя оценку прошлого и настоящего до уровня демифологизации. Поэт часто обращается к вопросу о судьбе татарского народа, констатируя свою скорбь и горечь от состояния общества, но вместе с тем выражая и некоторую надежду относительно будущего нации. Владение разными стихотворными формами, «отсутствие границ» между поэтическими жанрами у Зайдуллы сочетается с разнообразием образов. В частности, при описании советских порядков он использует образ ржавой щеколды, символизирующий несвободу народа. Применяя нетрадиционные художественные приёмы, уделяя большое внимание подбору слов, музыкальности стиха, обилию изобразительно-выразительных средств, Зайдулла в своём творчестве трансформировал татарскую гражданскую лирику, находившуюся до того в русле реализма и романтизма, в постромантическую, или даже в постмодернистскую, сочетая в своих стихотворениях многозначность смыслов, интертекстуальность с национальной тематикой. В ряде своих произведений, как стихотворных, так и прозаических, Зайдулла даёт образ Тукая, истолкованный в модернистском ключе.
В общей сложности Зайдулла является автором 13 книг стихов, поэм, рассказов, исторических повестей, пьес, детской прозы и публицистики. В 2001 году в журнале «Казан утлары» была напечатана историческая трагедия «Хан һәм шагыйрь» («Хан и поэт»), которая вошла в «репертуарный портфель» Татарского государственного академического театра имени Г. Камала. В 2002 году выступил в качестве драматурга с пьесой «Саташкан сандугач» («Заблудший соловей»), поставленной на сцене театра Камала. Там же в 2010 году И. Зайниевым был поставлен поэтический спектакль «Ркаил Зайдулла», а в 2011 году — пьеса «Любовь бессмертная» о судьбе М. Буби. В 2016 году пьеса для детей «Бүре җиләге» («Волчья ягода») была поставлена в театре кукол «Экият»; в 2017 году Ф. Сабирова (исполнительница роли Елгыр) стала лауреатом премии «Тантана» в категории «Лучший актёр театра кукол». Пьеса «Женитьба по-татарски» входит в репертуар Государственного татарского драматического театра имени М. Файзи в Оренбурге, в Буинском драматическом театре поставлен спектакль «Папоротник» по пяти рассказам Зайдуллы («Цветок папоротника», «Домовой», «Армянская Сююмбике», «Ружьё» и «Алла»). Работы Зайдуллы были переведены и публиковались в различных изданиях на английском, русском, турецком, узбекском, чувашском, башкирском, чеченском языках. Такими же многочисленными являются переводы, выполненные самим Зайдуллой с других языков на татарский, в числе которых — пьеса «Жизнь есть сон» испанского драматурга П. Кальдерона, некоторые поэтические произведения А. Навои, других поэтов.

## Общественная и политическая деятельность
Является членом Татарского ПЕН-центра, национального совета «Милли шура» Всемирного конгресса татар. Активно выступает нередко с резкими и прямолинейными публикациями по вопросам общественной жизни, политики, литературы и искусства, творческими портретами деятелей культуры, литературно-критическими статьями, посвящёнными историческим судьбам и современному состоянию татарского народа, религии, языка, культуры. В 1991 году на площади Свободы в центре Казани хотел принять участие в политической голодовке в целях борьбы за независимость Татарстана, но неформальный лидер голодающих активистов писатель З. Зайнуллин, намекнув на то, что он «поперёк себя шире», отказал со словами: «Глядя на твое лицо, кто поверит, что ты голодаешь? Иди, не компрометируй нас».
Поддерживал В. Имамова в связи с обвинениями его книг в экстремизме, высказывался против отмены обязательного изучения татарского языка в школах, заявлял о нехватке детских песен на татарском языке, выступал против ущемления национальных языков и республик, поддерживал Всетатарский общественный центр, неоднократно принимал участие в митингах по случаю дня памяти защитников Казани.

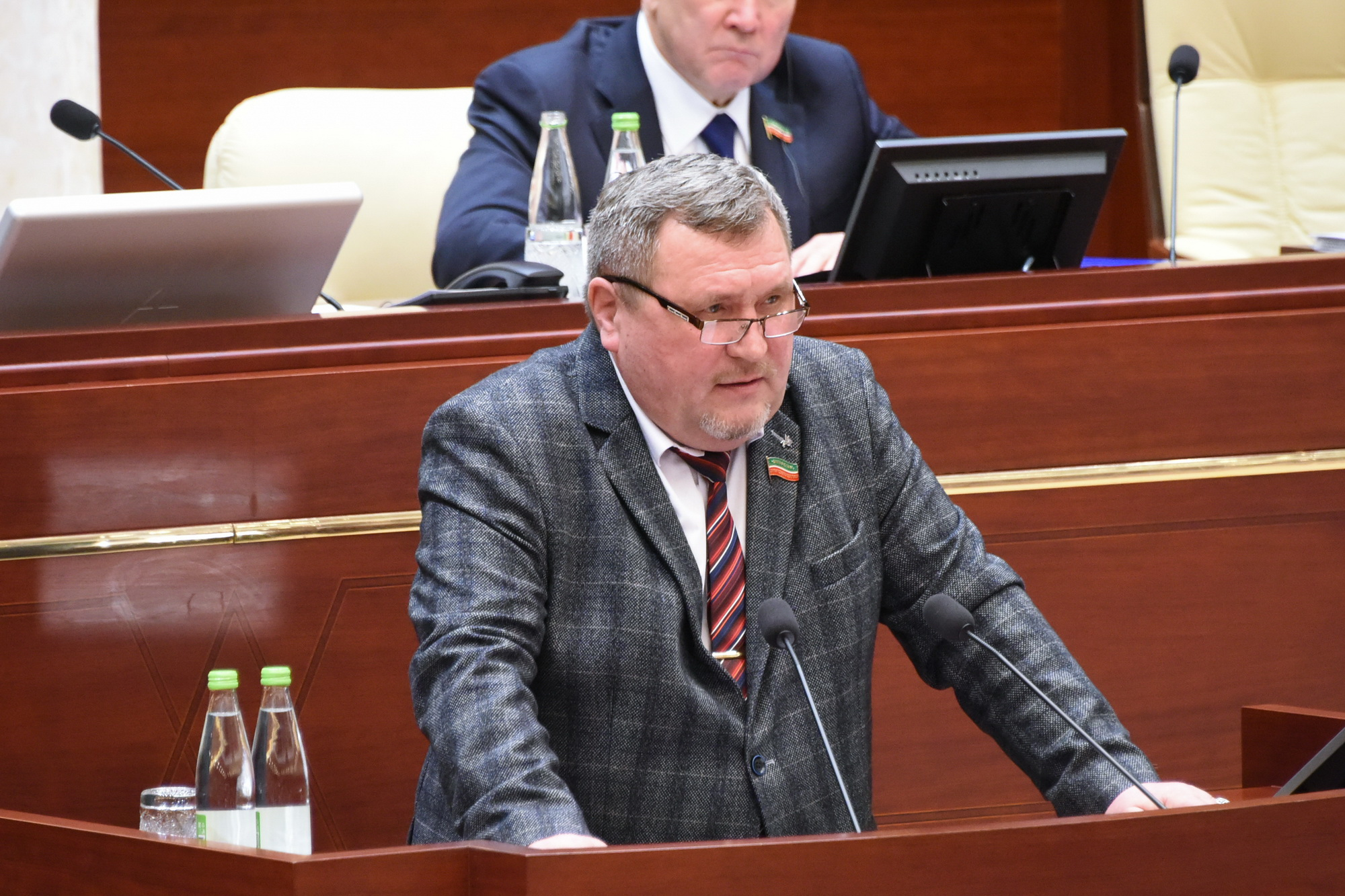
Ркаил Зайдулла на заседании Государственного совета РТ, 2020 год

В 2008 и 2010 годах номинировался на Государственную премию Республики Татарстан имени Г. Тукая, и в последний год наконец её получил; впоследствии подвергал критике работу комиссии по присуждению премии, в частности касательно выдвижения кандидатуры Ф. Сибагатуллина.
После участия в праймериз и выдвижения от партии «Единая Россия», 8 сентября 2019 года был избран депутатом Государственного совета Республики Татарстан VI созыва по республиканскому избирательному округу. Является членом фракции «Единая Россия», комитета ГС РТ по образованию, культуре, науке и национальным вопросам, комиссии ГС РТ по установлению идентичности текстов законов Республики Татарстан на татарском и русском языках. Впоследствии стал членом Совета по культуре и искусству при президенте Республики Татарстан.
В 2020 году стал единственным депутатом Госсовета РТ, проголовавшим против внесения поправок в конституцию России, в частности по причине несогласия с нововведением о статусе русского языка как языка «государствообразующего народа» и обнуления сроков президента России В. Путина. В дальнейшем сравнивал Путина с пожизненным монархом, который будет править до смерти — как цари или Сталин, так как у России нет опыта демократии. С тех пор в прессе Зайдулла стал описываться как «герой самых громких речей в парламенте на тему защиты родного языка и культуры», которому «позволяется больше, чем остальным коллегам по депутатскому корпусу». Также активно участвует в обсуждении национального вопроса в интернете, грамотно выражая своё мнение и подкрепляя его историческими фактами. Будущее России в целом и Татарстана конкретно видит только в федерализме и сильном регионализме, отмечая при этом, что большую часть татар политические вопросы не интересуют, а вопрос сохранения языка размывается танцами и песнями.
В 2021 году Зайдулла был избран председателем Союза писателей Республики Татарстан, вместо Д. Салихова. На курултае татарских писателей, прошедшем в театре имени К. Тинчурина, за него было отдано 122 голосов, тогда как за второго кандидата Р. Аймета проголосовали 74 человека. Таким образом, Зайдулла на следующие четыре года возглавил писательскую организацию Татарстана. Названный в прессе последователем Х. Туфана по части общественной деятельности, Зайдулла пообещал обновить союз.

## Награды
Звания

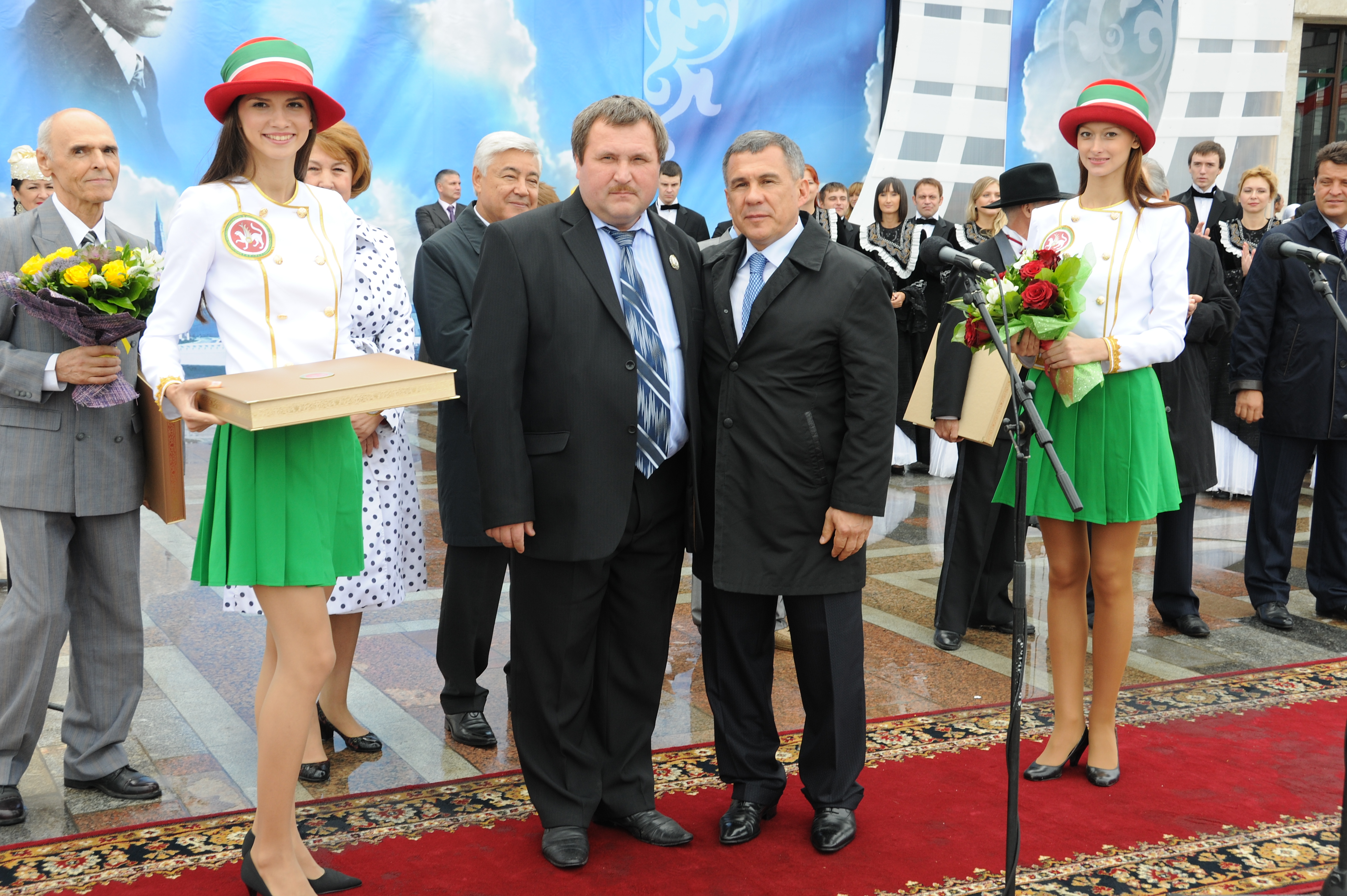
На вручении премии Тукая, 2010 год

- Заслуженный деятель искусств Республики Татарстан (2009 год)[3][69].
- Народный поэт Республики Татарстан (2019 год)[86][87].

Медали
- Медаль ордена «За заслуги перед Республикой Татарстан» (2022 год) — за многолетнюю плодотворную творческую деятельность и большой вклад в развитие татарской литературы[88].

Премии
- Премия комсомола Татарии имени Мусы Джалиля (1990 год) — за книгу стихов «Провидение»[3][9].
- Премия Союза журналистов Республики Татарстан «Хрустальное перо» в номинации «Имя в журналистике» (2005 год)[12][89].
- Премия Союза писателей и министерства культуры РТ имени Ф. Хусни (2005 год) — за книги «Страна» и «Татарская корона»[12][9].
- Премия имени Д. Сиразиева[тат.] (2009)[12][90].
- Премия «Новая татарская пьеса» (2004[91], 2009[8], 2014[92], 2016 гг.)[93].
- Государственная премия Республики Татарстан имени Г. Тукая (2010 год) — за поэтический сборник «Мәгарә: Шигырьләр, поэмалар» («Пещера: Стихи, поэмы»), Татарское книжное издательство, Казань, 2005 год, и сборник прозаических произведений «Ташка ордым башны: Хикәяләр, эсселар» («Биться головой о камень: Рассказы, эссе»), Татарское книжное издательство, Казань, 2008 год[94]. Вручена президентом Республики Татарстан Р. Н. Миннихановым на церемонии перед Татарским государственным академическим театром имени Г. Камала[95].

Прочее
- Почётный знак Республики Саха (Якутия) «За укрепление мира и дружбы народов» (Якутия, 2021 год) — за значительный вклад в укрепление мира и дружбы, развитие сотрудничества и взаимопонимания между народами, активную деятельность по сближению и взаимообогащению межнациональных культур[96][97][98].

## Личная жизнь
Женат, есть сын и дочь.